# Il mio anno a Oxford
Il mio anno a Oxford (My Oxford Year) è un film del 2025 diretto da Iain Morris ed ispirato all'omonimo romanzo di Julia Whelan.

## Trama
Quando Anna lascia gli Stati Uniti per trasferisi a studiare un anno ad Oxford, conosce Jamie Davenport, brillante dottorando che finisce per essere il suo professore di poesia nella prestigiosa università cittadina. Tra i due nasce una breve storia d'amore che avrà un grande impatto nella vita di entrambi: Jamie è malato di cancro e non gli resta molto da vivere. Anna, inizialmente intenta a tornare negli Stati Uniti una volta finiti gli studi, deciderà di restargli accanto fino alla fine, e in seguito diventerà lei stessa docente di poesia a Oxford.

## Distribuzione
Il film è stato distribuito sulla piattaforma Netflix dal 1º agosto 2025.